# Juan Mackenna

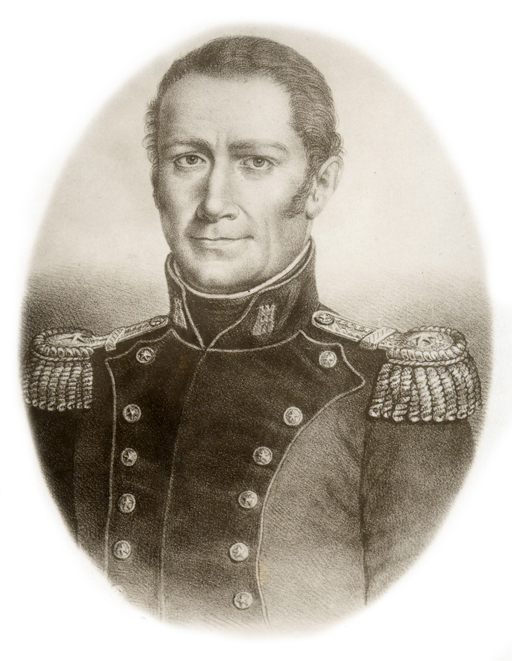
Juan Mackenna

Juan Mackenna (* 26. Oktober 1771 in Clogher, Irland; † 21. November 1814 in Buenos Aires, Argentinien) war ein irisch-chilenischer Militärangehöriger und Teilnehmer am chilenischen Unabhängigkeitskrieg.

## Biographie

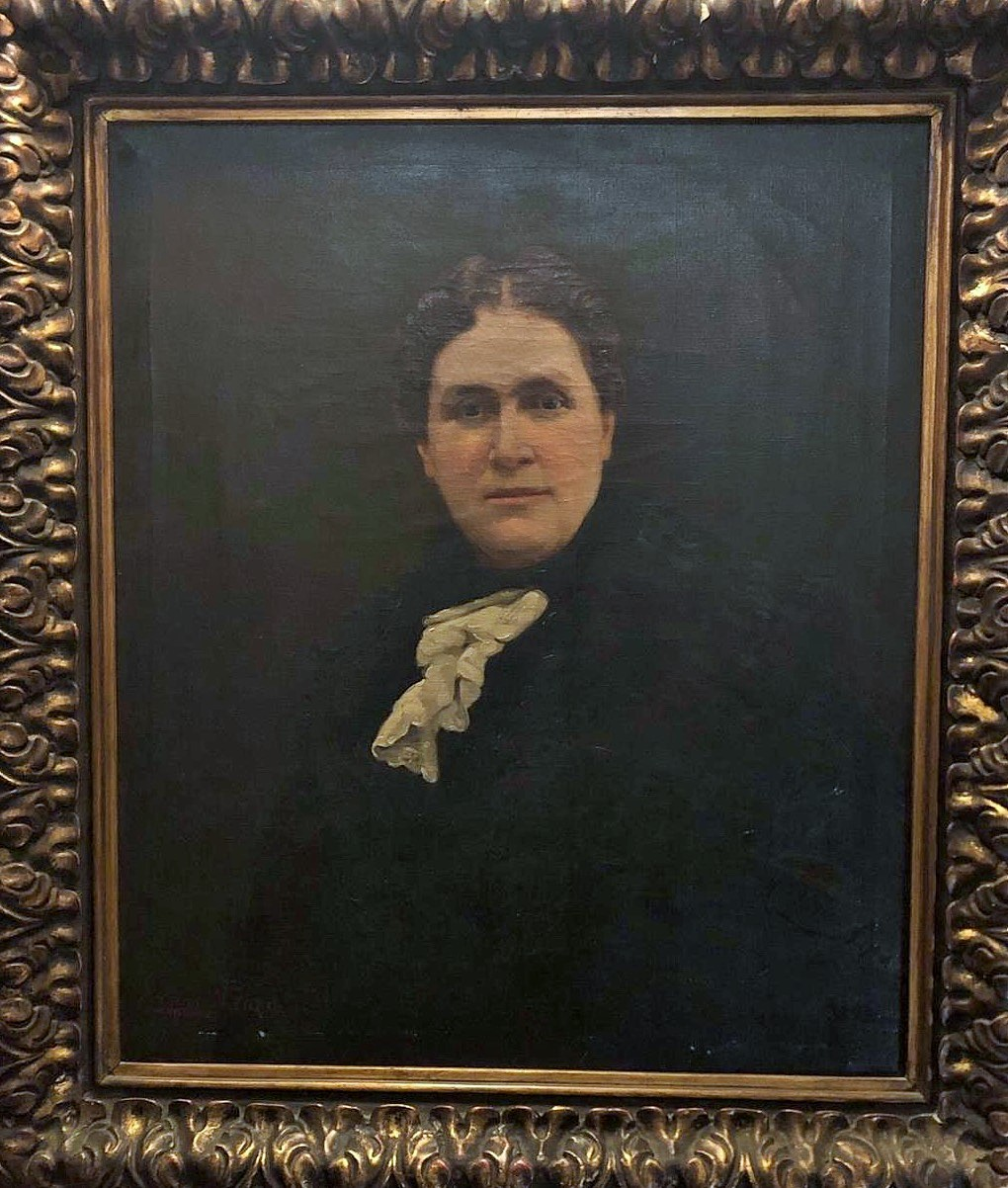
Seine Enkelin
Elena Mackenna Serrano de Errázuriz
Öl auf Leinwand
von Exequiel Plaza

Der gebürtige John MacKenna (alternativ auch Seán Mac Cionath) wurde von seinem Onkel, dem Grafen Alejandro O’Reilly nach Spanien mitgenommen, damit er dort in Barcelona Mathematik studieren konnte. Zwischen 1785 und 1791 war Mackenna ebenfalls an der Militärakademie als Militäringenieur tätig.
1787 wurde er in die irische Brigade der spanischen Armee aufgenommen und kämpfte in dieser unter Oberst Luis Urbina in Ceuta in Nordafrika. Doch schon vier Jahre später nahm er seine Studien in Barcelona wieder auf. In den folgenden Jahren wurde er bis zum Offizier befördert. Er kämpfte im Pyrenäenkrieg, einem Krieg der Ersten Koalition in Rosselló unter General Ricardos und traf dort zum ersten Mal auf José de San Martín, einer wichtigen Person im Unabhängigkeitskrieg der Kolonien Chile und Argentinien. 1795 wurde Mackenna als Anerkennung für die Erwerbungen an der Plaza de Rozas zum Kapitän befördert.
Im Oktober 1796 reiste Mackenna zum ersten Mal in die Neue Welt nach Buenos Aires, von da aus nach Mendoza und Chile. Anschließend überquerte er die Anden, um nach Peru zu gelangen. Nachdem er in Lima eingetroffen war, kontaktierte er umgehend Ambrosio O’Higgins, den damaligen Vizekönig Perus, der ebenfalls Ire war. Mackenna wurde daraufhin mit dem Amt des Gouverneurs von Osorno ausgestattet und erhielt den Auftrag, die Stadt auszubauen. Es gelang Makenna, die Familie Castro zu überreden, eine Handelsniederlassung in der Stadt zu gründen, woraufhin er ein Warenhaus bauen ließ. Die erfolgreiche Verwaltung Mackennas weckte schon bald die Eifersucht von Gabriel de Avilés, der befürchtete, dass die zwei Iren sich selbstständig machen würden und eine irische Kolonie auf Kosten der spanischen Krone gründen würden. Zwar pflegte Mackenna Kontakte zum Sohn des Vizekönigs, Bernardo O’Higgins, der als der spätere Befreier Chiles auf den Plan treten sollte, doch Mackenna erwies sich als dem spanischen König loyal ergeben. Nachdem der ältere O’Higgins verstorben war, wurde Avilés 1801 zum Vizekönig von Peru berufen. Zwar machte er sich umgehend daran, Mackenna aus seinem Amt zu entfernen, doch es kostete ihn acht Jahre, seinen Plan Realität werden zu lassen.
1809 heiratete Mackenna Josefina Vicuña y Larraín, eine junge spanischstämmige Südamerikanerin, die aus einer Familie kam, die Kontakte zu vielen pro-unabhängigen Leuten hatte. Nachdem 1810 die Kolonie ihre Unabhängigkeit verlas, entschloss sich Mackenna, für die Seite der Rebellen einzustehen und wurde mit einem Gouverneursamt in der abtrünnigen Kolonie vertraut; außerdem erhielt er die Oberaufsicht über die Ausrüstung der chilenischen Armee. 1811 wurde er zum Gouverneur von Valparaíso ernannt. Mackenna wurde von Bernado O’Higgins ausgewählt, um als einer der Schlüsseloffiziere gegen die spanische Armee unter Antonio Pareja zu fungieren. Den Höhepunkt seiner militärischen Laufbahn erreichte er im März 1814, als er einen vorzeitigen Zusammenbruch der chilenischen Armee in der Schlacht von Membrillar verhinderte.
Ein erneuter Staatsstreich von José Miguel Carrera im Juli, der den Niedergang des „alten Vaterlands“ in Chile nicht verhindern konnte, führte, wegen Uneinigkeiten innerhalb der Unabhängigkeitskämpfer, zur Ausweisung Mackennas, der nach Argentinien ging. Hier schlug er sich auf die Seite von O’Higgins und dem damaligen Gouverneur von Cuyo, José de San Martín, die sich gegen die Brüder Carrera aussprachen. Als die geschlagenen Patrioten Chiles nach Argentinien flüchten mussten, fand ihn Luis Carrera in Buenos Aires im November und forderte ihn zum Duell heraus. Begleitet von seinem Sekundanten und Landsmann William Brown, traf sich Mackenna mit Luis am Ufer des Rio de la Plata zum Pistolenduell. Mackenna starb durch einen Schuss in den Hals. Er wurde in einer Kirche in Buenos Aires beigesetzt, die jedoch in Folge von Unruhen 1955 niedergebrannt wurde, wobei die sterblichen Überreste verloren gingen. Die Mordanklage gegen Luis Carrera wurde recht bald eingestellt.